# Korean Movie Database
A Korean Movie Database (hangul: 한국영화 데이터베이스, Hanguk jonghva deithobeiszu, handzsa: 韓國映畵데이터베이스, RR: Hanguk yeonghwa deiteobeiseu), röviden KMDb dél-koreai filmek, televíziós sorozatok és színészek adatbázisa, melyet a Koreai Filmarchívum hozott létre 2006-ban. Bár az amerikai Internet Movie Database alapján modellezték, azzal ellentétben nem kereskedelmi weboldal.